# Sands Macao

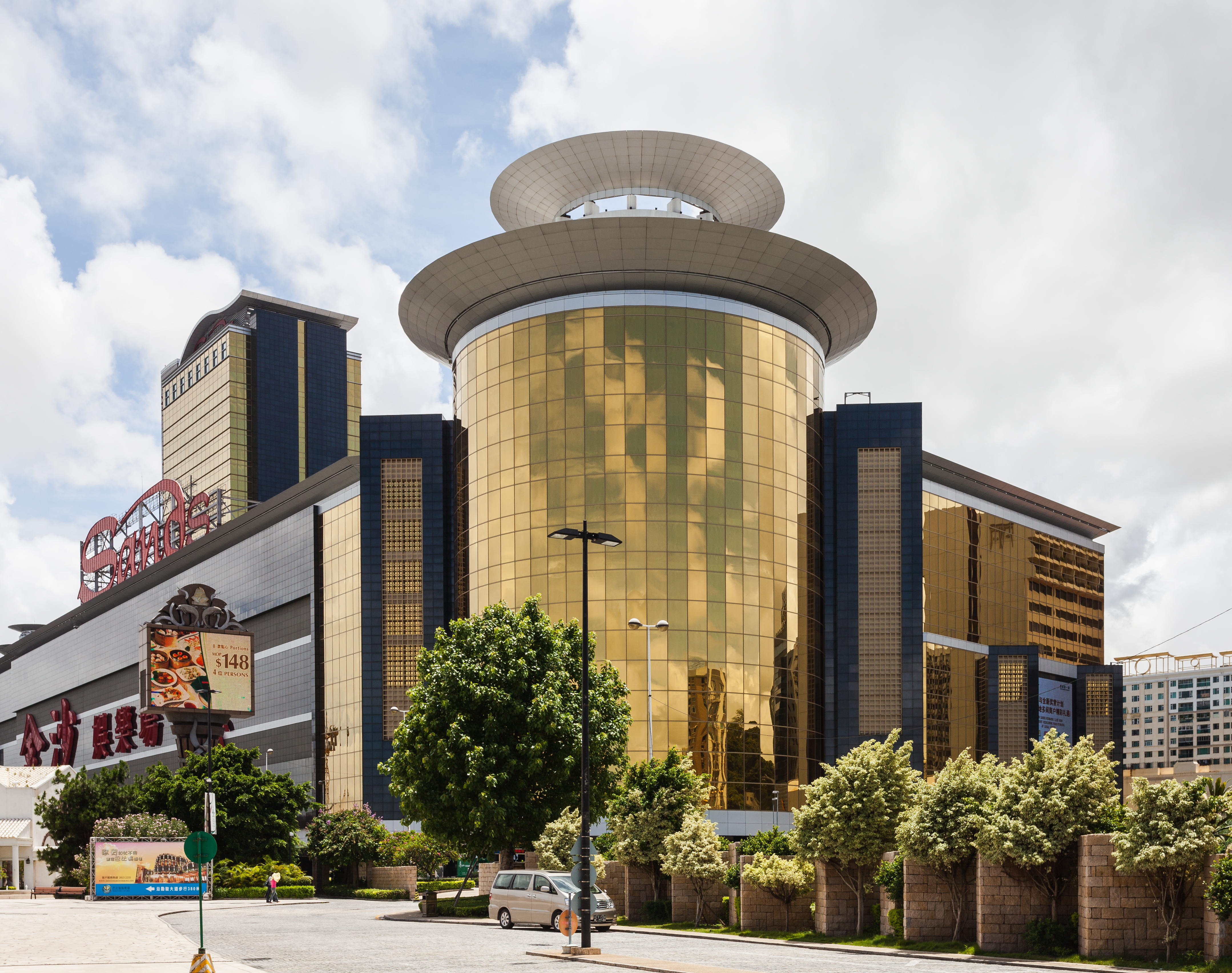
Sands Macao

Sands Macao (金沙娛樂場) — 10-этажный игорно-гостиничный комплекс, расположенный в Макао и принадлежащий американской компании Las Vegas Sands. Казино открылось в 2004 году, стоимость проекта составила 240 млн долларов (в 2006 году оно было существенно расширено и на тот момент являлось крупнейшим казино в мире). Открытие Sands Macao разрушило почти полувековую монополию местного игорного магната Стэнли Хо. В состав комплекса входят казино площадью 21 300 м кв., 48 гостиничных номеров, 18 ресторанов и баров, большой театр и спа-салон. Рядом с казино расположены 23-этажный Sands Hotel на 289 номеров, построенный в 2007 году, и паромный терминал, соединяющий Макао с Гонконгом.  